# ASEAN NCAP
Chương trình đánh giá xe mới của Đông Nam Á (New Car Assessment Program for Southeast Asia viết tắt ASEAN NCAP) là chương trình đánh giá tính năng an toàn ô tô Đông Nam Á, thành lập bởi Viên Nghiên cứu An toàn Giao thông Đường bộ Malaysia (MIROS), trụ sở tại Kajang, Selangor Darul Ehsan, Malaysia, là thành viên của hệ thống Global NCAP. Mục đích ASEAN NCAP nhằm nâng cao tiêu chuẩn an toàn phương tiện, nâng cao nhận thức của người tiêu dùng và do đó khuyến khích thị trường cho các phương tiện an toàn hơn trong khu vực.

## Thành viên
1. Malaysian Institute of Road Safety Research (MIROS)
2. Global New Car Assessment Program (GNCAP)
3. Automobile Associations of Malaysia (AAM)
4. Automobile Associations of Philippines (AAP)
5. Automobile Associations of Singapore (AA Singapore)
6. Automobile Associations of Cambodia (AAC)